# Kloster Nunraw

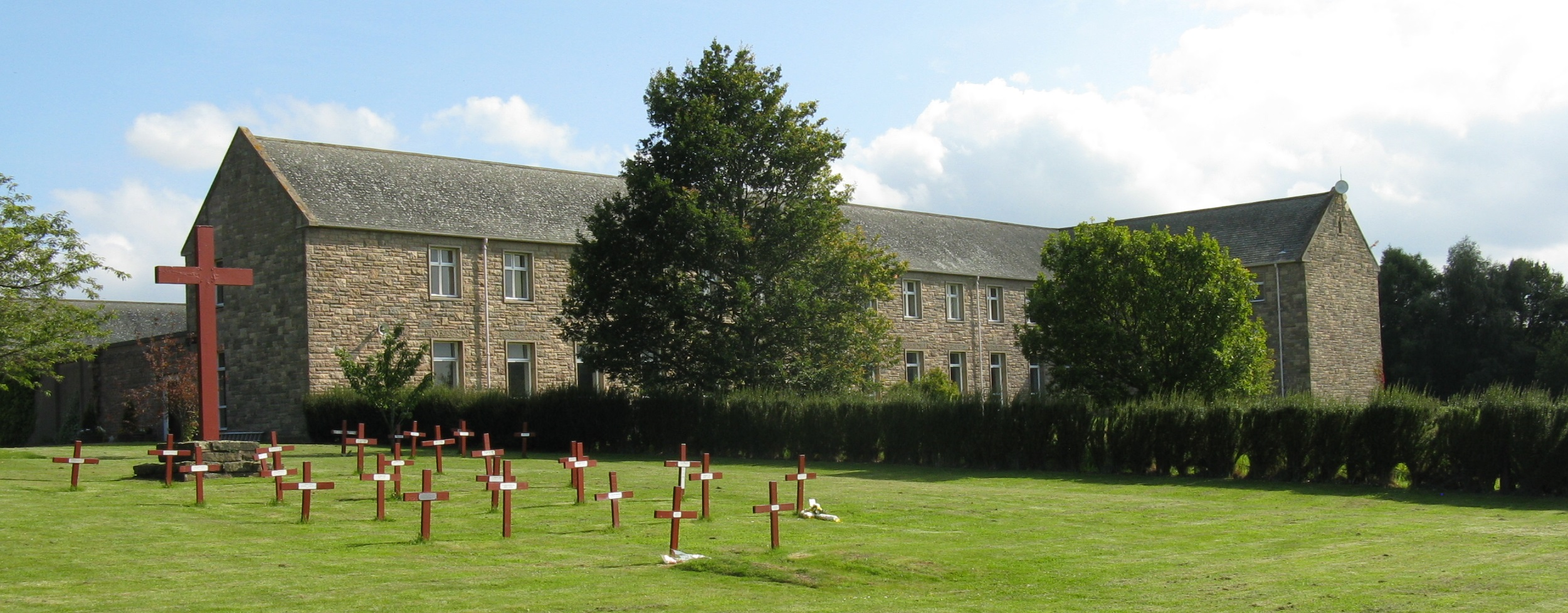
Sancta Maria Abbey, Nunraw

Kloster Nunraw, Eigenbezeichnung Sancta Maria Abbey, (lat. Abbatia Beatae Mariae de Nunraw) ist eine schottische Trappisten-Abtei bei Garvald (East Lothian), südlich Haddington, Bistum Saint Andrews und Edinburgh.

## Geschichte
Das irische Kloster Roscrea gründete 1946 das Kloster Sancta Maria als erstes schottisches Zisterzienserkloster seit der Reformation (1947 zur Abtei erhoben). Das Kloster begann im Herrenhaus Nunraw Old Abbey, bevor 1962 alle neuen Baulichkeiten erstellt waren. Es wurde an der Stelle eines ehemaligen Zisterzienserinnenklosters gebaut, welches 1563 aufgelöst wurde. Ende Oktober 2014 wurde der Nunraw Tower, welcher als Gästehaus benutzt wurde, verkauft. Mittlerweile ist der Konvent überaltert und ihm droht die Auflösung.

### Obere und Äbte
- Michael Sherry (1946–1947)
- Columban Mulcahy (1947–1969)
- Donald McGlynn (1969–2003)
- Raymond Jaconelli (2003–2009)
- Mark Caira (seit 2009)